# Boss CE-3 Chorus
Boss CE-3 Chorus är en effektpedal för gitarr, tillverkad av Roland Corporation under varumärket Boss mellan 1982 och 1992. Pedalen tillverkades i Japan och senare i Taiwan.

## Historia
Boss CE-3 Chorus var en vidareutveckling av den framgångsrika Boss CE-2 Chorus. CE-3 Chorus har till skillnad från sin föregångare stereoutgångar. Signalen kan panoreras till vänster och höger för att ljudbilden av två gitarrer som spelas samtidigt.
Placeringen för kontrollerna är inte typisk, då trekontrollspedaler från Boss oftast har placering liknande ett V. Boss CE-3 Chorus är den enda pedalen med denna placering, då detta orsakade att LED-dioden skymdes av mittkontrollen. Boss CE-3 Chorus var också den första pedalen med metallicfärg.